# 토미야마 케이
도미야마 게이(일본어: 富山 敬 とみやま けい[*], 1938년 10월 31일 ~ 1995년 9월 25일)는 일본의 남성 성우이다. 본명은 도미야마 구니치카이며, 만주국 출생이다.